# رواية عام النمل

## عام النمل
صدرت هذه المجموعة في عام 2014 عن مكتبة سلمى الثقافية للنشر في مدينة تطوان المغربيّة، وهي تقع في 130 صفحة من القطع الصّغير، ولوحة الغلاف هي للفنان المغربي الشهير عبد النّور القشتول.وهذه المجموعة القصصيّة كانت قد فازت بالجائزة الأولى في عام 2008 في المسابقة «ملامح الثّقافيّة» التي أجرتها مكتبة سلمى بتنسيق مع جريدة ملامح الثّقافية في حقل المجموعة القصصيّة في العام 2008.
ويقول عبد الهادي بن يسف مدير مكتبة سلمى عن مجموعة «عام النّمل»: «هذه المجموعة القصصيّة قد زكتها للفوز بجائزة المكتبة في عام 2008 اللجنة الفاحصة للأعمال المتنافسة على جوائز المسابقة، وقد تكوّنت اللّجنة من خيرة أدباء مدينة تطوان ونقّادها، وهو: د.نجيب العوفي، ود.محمد أنقار، ود.خالد أقلعي، ود.عزيز البازي، ود.سعاد النّاصر. وقد نالت الفوز باستحقاق لما لهذه المجموعة من سلامة اللّغة وإتقان الرّوابط بين وقائع كلّ قصة، كما أنّ هذه المجموعة تحمل سمة نوعيّة من الأدب الرّفيع الذي يمتزج ببعض من الخيال والتّشخيص.وقد لاقت هذه المجموعة بعد صدورها عن مكتبة سلمى كلّ التقدير والاهتمام في المشهد الثّقافي الإبداعي والنّقدي والأكاديمي المغربيّ». ويضيف عبد الهادي بن يسف قائلاً: «يُذكر أنّ مكتبة سلمى كانت دائماً في صفّ الأدب الملتزم، ولها سلسلتان من المنشورات؛ الأولى منهما تنشر الدّراسات والبحوث المختلفة، والثانية تنشر في مجال الإبداع من قصة ورواية وشعر ومسرح.وقد نشرت مكتبة سلمى لمبدعين ونقّاد وباحثين مغاربة وعرب».

## القصة
مجموعة «عام النّمل» هي مجموعة قصصيّة تتكوّن من 8 قصص قصيرة تقوم على التّجريب والخلط بين ثيمات التّهشيم والسّرد المتداخل والمتوالد واحتضان القصّة القصيرة الطّويلة لعدد كبير من القصص القصيرة جدّاً المتوالدة عنها، وذلك في مغامرة تجريب تعمل على تقديم القصّة القصيرة في حالة من التحفّز والمرونة والذّكاء والاتّساع الذي يسمح لها بأن تكون ناقلاً أميناً للمشهد الإنسانيّ بكلّ ما فيه من تناقضات وأزمات وإكراهات وأسئلة كبرى ولهاث وتدافع ومعاناة وأحلام، وقادرة في الوقت نفسه على انتقاده وتقويض دعائم فساده. تقول الشعلان عن عام النّمل: «هذه المجموعة هي مجموعة الثّورة بامتياز، فعام النّمل لم يكن سوى العام الذي ثارت به مملكة النّمل على الظّلم والجبروت، وهزمت مملكة الإنسان المتغطرس الجبّار، هذه المجموعة القصصيّة تتخيّر أبطالها من الشّرائح كافّة ليكون أبطالاً ثائراً على منظومات قمعيّة مختلفة ابتداء بالذّات وقهرها واستلابها للإنسان مروراً بقمعيّة الجسد والأفكار والقناعات والعادات والتّقاليد انتهاء بقمع المجتمع والأفراد والمصالح والإكراهات والتعسّف والفساد والظّلم والاضطهاد والتّميز. في هذه المجموعة القصصيّة استطاع أبطالها أجمعون أن يقولوا: لا، وهذا انتصارهم الأكبر والأساسي الذي سوف تنساق في فضاءاته باقي الانتصارات الإنسانيّة التي هي حقّ طبيعي ومكتسب للإنسان مادام يصمّم على أن يحصل على حقّه، وينتصر به على الظّلم والاضطهاد والاستلاب».